# دیو دوری
دیو دوری (انگلیسی: Dave Durie; ۱۳ اوت ۱۹۳۱ – ۳۰ اوت ۲۰۱۶) بازیکن فوتبال اهل بریتانیا بود.
از باشگاه‌هایی که در آن بازی کرده‌است می‌توان به باشگاه فوتبال فلیتوود و باشگاه فوتبال بلکپول اشاره کرد.